# Finale Ligure
Finale Ligure är en ort och kommun i provinsen Savona i regionen Ligurien i Italien. Kommunen hade 11 540 invånare (2018).
Finale Ligure var huvudstad i Markisatet Finale från 1190-talet till 1602 när som hade sålt det till Filip II av Spanien 1598.